# NGC 7718
NGC 7718 (другие обозначения — PGC 71959, UGC 12712, MCG 4-55-34, ZWG 476.82) — галактика в созвездии Пегас.
Этот объект входит в число перечисленных в оригинальной редакции «Нового общего каталога».